# Hellweg-Gymnasium
Das Hellweg-Gymnasium in Bochum ist eines von zwei Gymnasien im Stadtbezirk Wattenscheid. Aktuell gehen 968 Schüler auf die Schule.

## Geschichte der Schule
Die Schule wurde 1872 als Höhere Töchterschule gegründet und am 17. Juni 1873 für katholische und evangelische Mädchen eröffnet. Am 1. April 1895 kam die Schule unter die städtische Trägerschaft.
Im Jahre 1930 erfolgte zusammen mit einem Neubau die Ausrichtung zum Oberlyzeum, jedoch machten die Nationalsozialisten diese Entscheidung 1933 rückgängig, weil man das Mädchenschulwesen wieder auf die Rolle als Hausfrau und Mutter ausrichten wollte. 1937 hatte man ein Einsehen und es wurde wieder eine Oberstufe eingerichtet. Am 20. März 1937 wurde die Schule in „Oberschule für Mädchen (sprachliche Form)“ umbenannt.
Im Zweiten Weltkrieg wurden vor dem Hintergrund der Kinderlandverschickung vom Mai bis Oktober 1941 die unteren Klassen auf einen Gutshof in Podlužany evakuiert, im Oktober 1943 erfolgte die große Evakuierung nach Pommern. Im Januar 1945 erfolgte der Rücktransport mit der Eisenbahn, der bei 16 Grad minus und mangelnder Verpflegung acht Tage dauerte.
Am 10. Januar 1968 wurde das neu errichtete Schulgebäude eingeweiht. Die Schule hatte zu diesem Zeitpunkt 34 Lehrer und 762 Schüler. 1972 wurden schon 956 Schüler am Gymnasium unterrichtet. Im Jahre 1980 war die Schule mit 1.583 Schülern und fast 100 Lehrern das größte Gymnasium in Nordrhein-Westfalen. Die enorme Schüleranzahl konnte nur räumlich bewältigt werden, indem Pavillons auf dem Schulhof als zusätzliche Unterrichtsräume errichtet wurden. Selbst in der Aula wurden zwei Klassenräume geschaffen.
Bei der im Jahr 2007 durchgeführten Qualitätsanalyse, die durch die Landesregierung Nordrhein-Westfalens angeordnet wurde, schnitt das Gymnasium gut ab. Es gehört laut diesem Ergebnis zu einem der vorbildlichsten Gymnasien Nordrhein-Westfalens.
Außerdem gibt es viele Projektmöglichkeiten seitens der Schule wie z. B. ein Austauschprojekt mit einem Gymnasium in Estland. Das Hellweg-Gymnasium nahm an dem Comenius-Projekt der EU für lebenslanges Lernen teil.
Zum Schuljahr 2023/24 wurde der Name der Schule von „Hellweg-Schule“ zu „Hellweg-Gymnasium“ geändert.

## Europaprogramm
Außerdem gibt es viele Projektmöglichkeiten seitens der Schule wie z. B. ein Austauschprojekt mit einem Gymnasium in Estland. Das Hellweg-Gymnasium nahm an dem Comenius-Projekt der EU für lebenslanges Lernen teil.
Aktuelle Austauschprogramme
- Erasmus+
- trilaterale Projekte (Polen, Deutschland und Ukraine)
- Bosnienaustausch
- Frankreichaustausch (8. Klasse als Teil des Französischunterrichts) – Plerin
- Italienaustausch (Padua)
- Polenaustausch (Konin)
- Griechenlandaustausch (Thessaloniki)

## Unterrichtszeiten und Unterrichtsfächer
Stundenzeiten und Unterrichtszeiten
Der Unterricht beginnt jeweils um 8 Uhr.
1.Stunde: 8:00 - 8:45
2.Stunde: 8:50 - 9:35
3.Stunde: 9:50 - 10:35
4.Stunde: 10:40 - 11:25
5.Stunde: 11:45 - 12:30
6.Stunde: 12:35 - 13:20
7.Stunde: 13:35 - 14:20
8.Stunde: 14:25 - 15:05
9.Stunde: 15:05 - 15:50
10.Stunde: 15:50 - 16:35
Pausenzeiten
Zwischen den Unterrichtszeiten (1./2. & 3./4. & 5./6: & 7./8.) gibt es die sog. 5-Minuten Pausen
1. große Pause: 9:35 - 9:50
2. große Pause: 11:25 - 11:45
3. große Pause: 13:20 - 13:35
Unterrichtsfächer
In der Mittelstufe haben die Schülerinnen und Schüler die Möglichkeit, neben der zweiten Fremdsprache (Französisch oder Latein) weitere Wahlpflichtfächer wie Biologie/Chemie, Mathematik/Informatik, den Europakurs (Politik/Wirtschaft) oder Sport/Gesellschaft zu belegen. Für sprachlich besonders interessierte Lernende bietet die Schule einen bilingualen Zweig in Englisch an, in dem Fächer wie Erdkunde, Wirtschaft/Politik und Geschichte auf Englisch unterrichtet werden.
Als Teil der „Sportschule NRW“ bietet das Hellweg-Gymnasium spezielle Sportklassen an, die eine vielseitige sportliche Förderung ermöglichen. Neben dem regulären Sportunterricht nehmen die Schülerinnen und Schüler an zusätzlichen Trainingseinheiten teil und können verschiedene Sportarten im Rahmen von Arbeitsgemeinschaften kennenlernen. Zudem finden regelmäßig Sportfeste, Jahrgangsstufenturniere und Klassenfahrten mit sportlichem Schwerpunkt statt.

## Siegel
Die Schule ist zertifizierte Trägerin diverser Siegel, welche die pädagogische, fachliche und berufsbildende Arbeit dokumentieren. Dazu zählen u. a. folgende Siegel:
- Eliteschule des Sports
- Sportschule in NRW
- Europaschule in NRW
- Schule ohne Rassismus/Schule mit Courage
- Schule der Zukunft
- mcs-Jugendakademie
- Lions-Quest-Schule
- Jugend debattiert
- Zukunftsschulen

## Kooperationspartner & Kooperationsschulen
Die Schule kooperiert mit diversen lokalen und überregionalen Partnern, dazu zählen:
- Olympiastützpunkt Westfalen
- Berufswahlpass NRW
- Verkehrswacht NRW
- Bosch
- Kooperationsnetz Schule & Wirtschaft Mittleres Ruhrgebiet
- CertiLingua
- Oldenburg Model United Nations
- Ruhr-Universität Bochum